# Scomberomorus
Scomberomorus – rodzaj morskich ryb okoniokształtnych z rodziny makrelowatych (Scombridae).

## Występowanie
Zachodni Atlantyk, od Morza Karaibskiego po Brazylię, Morze Śródziemne, Morze Czerwone, Indo-Pacyfik i wschodni Pacyfik (Zatoka Kalifornijska).

## Klasyfikacja
Gatunki zaliczane do tego rodzaju:
- Scomberomorus brasiliensis
- Scomberomorus cavalla – makrela kawala[3], makrela kawalla[4], kawala[5]
- Scomberomorus commerson – makrela komersonka[4], makrela komerson[3]
- Scomberomorus concolor
- Scomberomorus guttatus – makrela czarnotka[4], makrela indyjska[3]
- Scomberomorus koreanus
- Scomberomorus lineolatus – makrela smugowa[6]
- Scomberomorus maculatus – karita[7], makrela hiszpańska[7]
- Scomberomorus multiradiatus
- Scomberomorus munroi
- Scomberomorus niphonius
- Scomberomorus plurilineatus – makrela kanadi[6]
- Scomberomorus queenslandicus
- Scomberomorus regalis – makrela królewska[4]
- Scomberomorus semifasciatus – makrela tygrysia[8]
- Scomberomorus sierra
- Scomberomorus sinensis
- Scomberomorus tritor

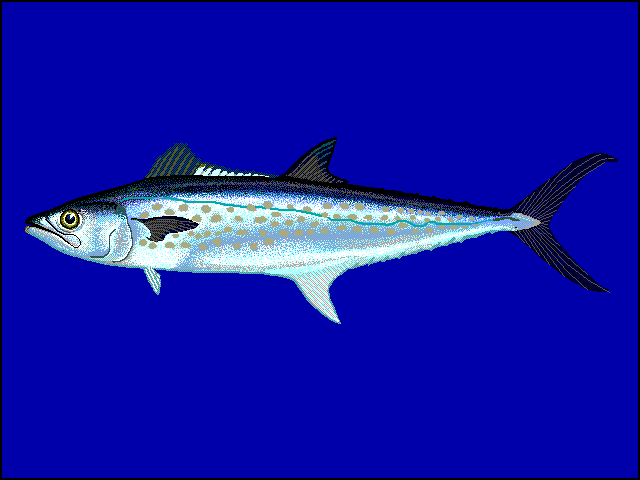
Scomberomorus brasiliensis
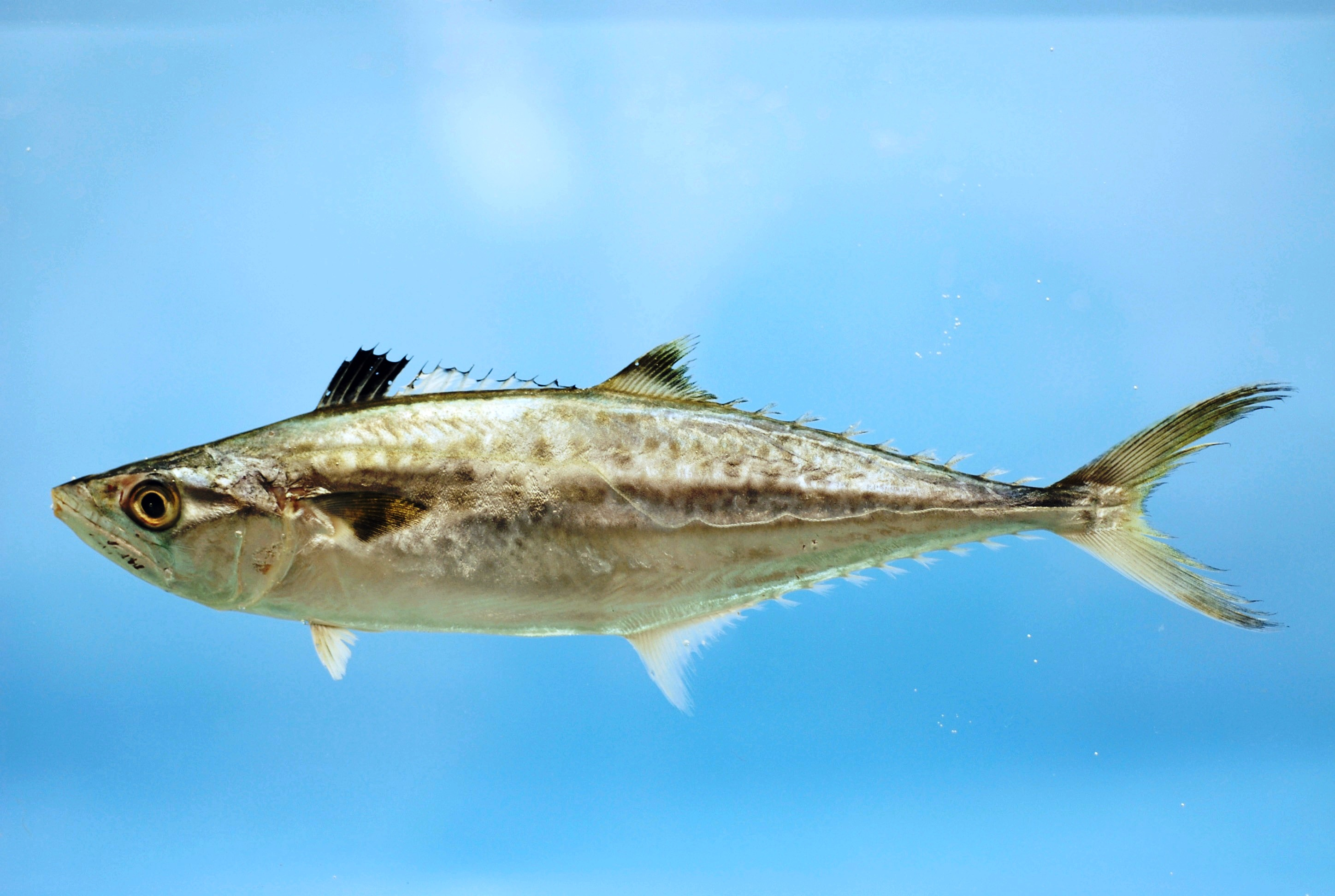
Scomberomorus cavalla
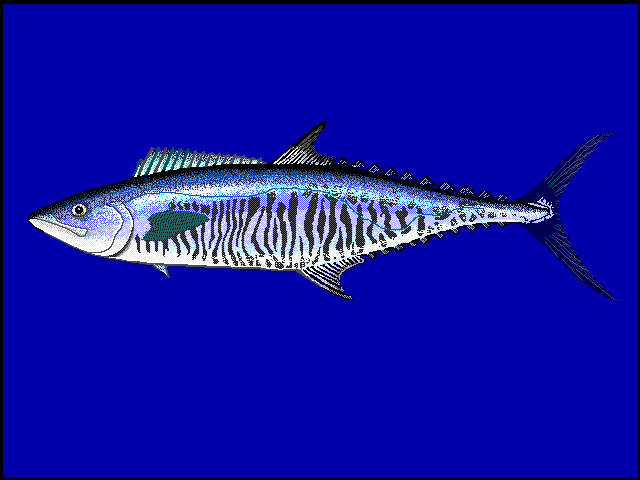
Scomberomorus commerson
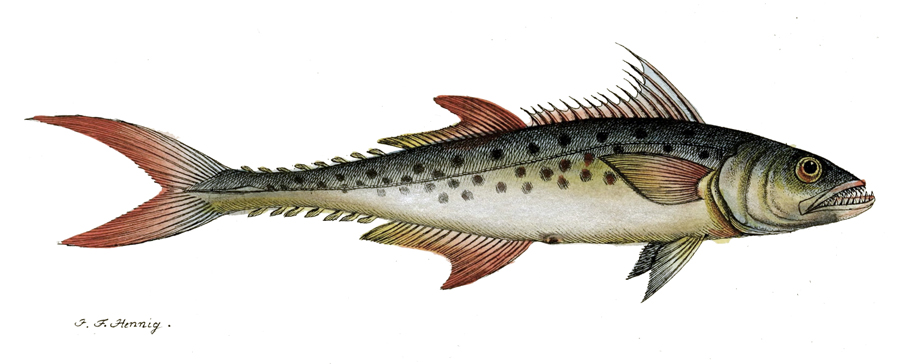
Scomberomorus guttatus
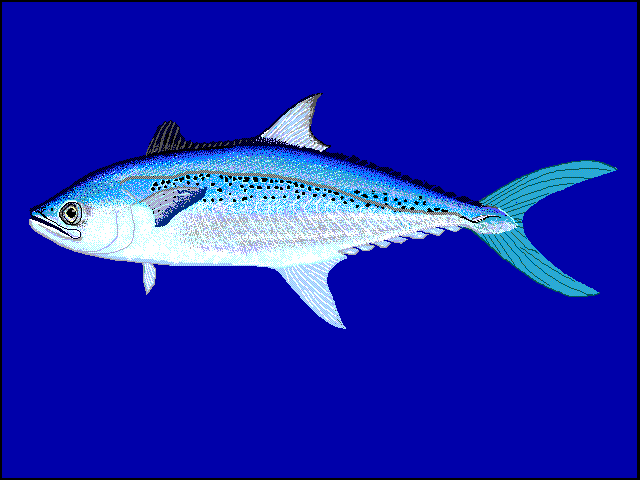
Scomberomorus koreanus
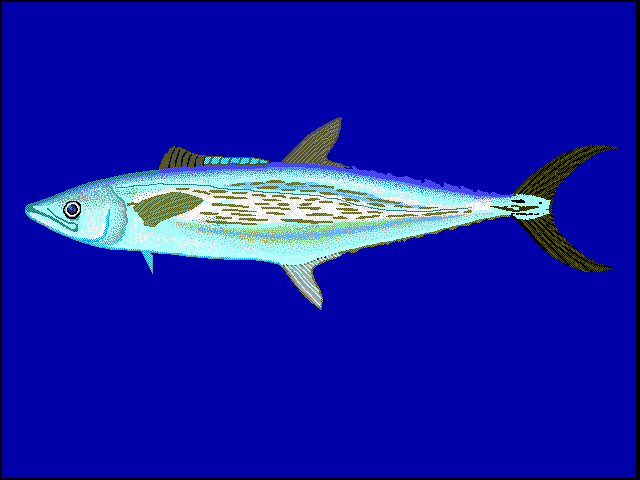
Scomberomorus lineolatus
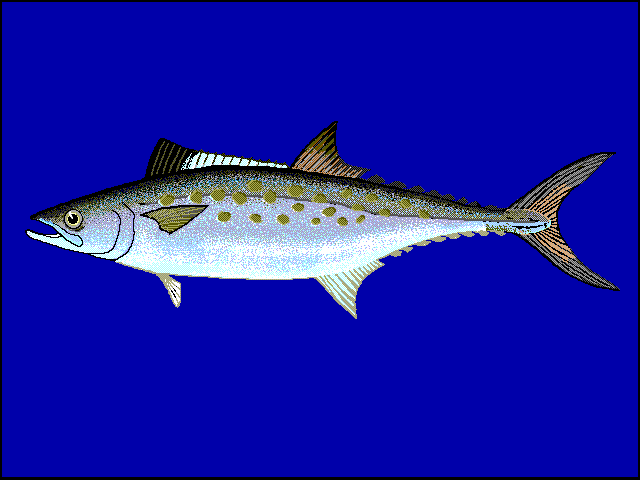
Scomberomorus maculatus
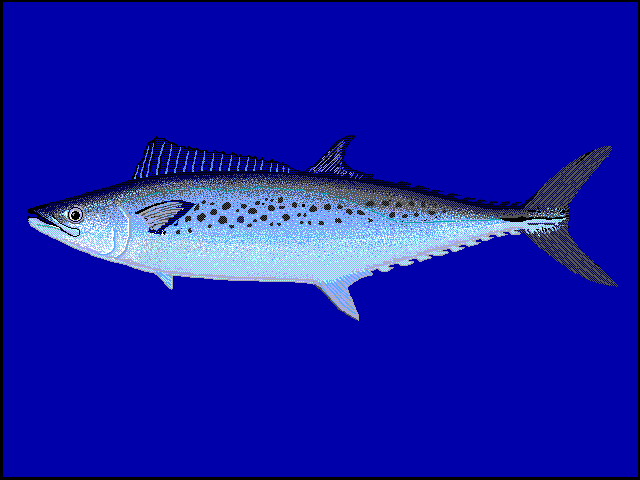
Scomberomorus munroi
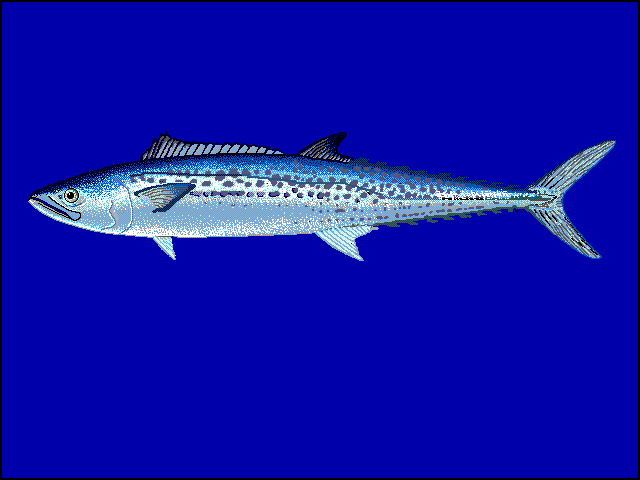
Scomberomorus niphonius
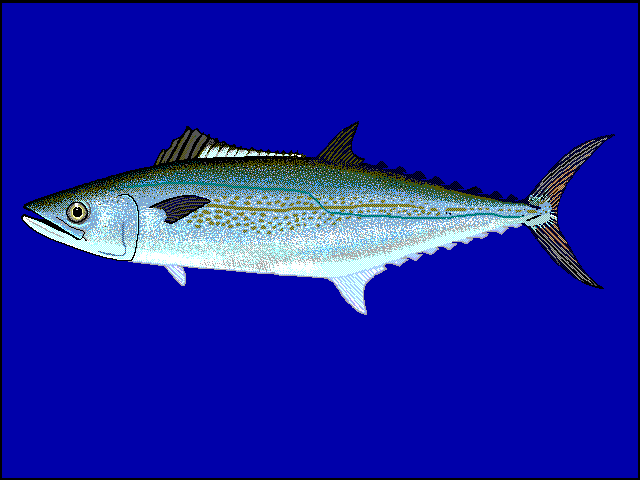
Scomberomorus regalis
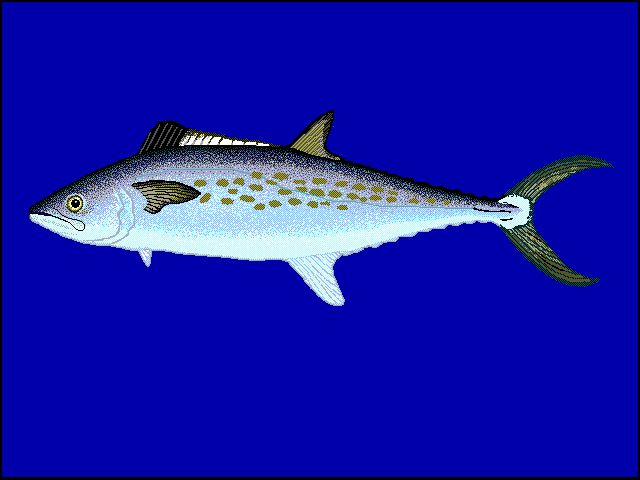
Scomberomorus sierra
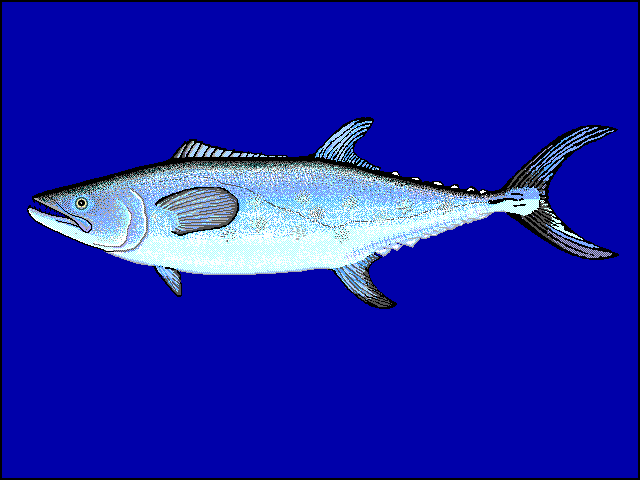
Scomberomorus sinensis
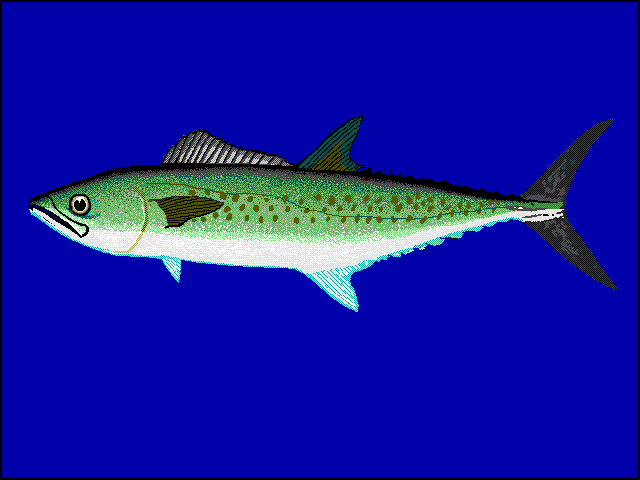
Scomberomorus tritor